# Loureirophonte paranaensis
Loureirophonte paranaensis is een eenoogkreeftjessoort uit de familie van de Laophontidae. De wetenschappelijke naam van de soort is voor het eerst geldig gepubliceerd in 1953 door Jakobi.